# Sylvesterova matice
Sylvesterova matice je v algebře zvláštní matice definovaná pro dvojici mnohočlenů v jedné neznámé, jejíž koeficienty jsou určeny koeficienty těchto mnohočlenů a jejímž determinantem je rezultant těchto polynomů. Je pojmenována po britském matematikovi Jamesi Josephu Sylvesterovi.

## Formální definice
Nechť je {\displaystyle R} komutativní okruh. Pro dva mnohočleny {\displaystyle f=\sum _{i=0}^{m}f_{i}X^{i}} a {\displaystyle g=\sum _{i=0}^{n}g_{i}X^{i}} stupně {\displaystyle m,n} z okruhu mnohočlenů {\displaystyle R[x]} se Sylvestrovou maticí rozumí čtvercová matice stupně {\displaystyle m+n} s podobou
{\displaystyle \operatorname {Syl} (f,g)={\begin{pmatrix}f_{m}&&\cdots &&f_{0}&&&\\&f_{m}&&\cdots &&f_{0}&&\\&&\ddots &&&&\ddots &\\&&&f_{m}&&\cdots &&f_{0}\\g_{n}&&\cdots &&g_{0}&&&\\&g_{n}&&\cdots &&g_{0}&&\\&&\ddots &&&&\ddots &\\&&&g_{n}&&\cdots &&g_{0}\\\end{pmatrix}}}

### Příklad
Pro mnohočleny stupně 4 a 3 vypadá Sylvesterova matice následovně
{\displaystyle \operatorname {Syl} {f,g}={\begin{pmatrix}f_{4}&f_{3}&f_{2}&f_{1}&f_{0}&0&0\\0&f_{4}&f_{3}&f_{2}&f_{1}&f_{0}&0\\0&0&f_{4}&f_{3}&f_{2}&f_{1}&f_{0}\\g_{3}&g_{2}&g_{1}&g_{0}&0&0&0\\0&g_{3}&g_{2}&g_{1}&g_{0}&0&0\\0&0&g_{3}&g_{2}&g_{1}&g_{0}&0\\0&0&0&g_{3}&g_{2}&g_{1}&g_{0}\end{pmatrix}}.}